# Pernis
Pernis Cuvier, 1816 è un genere di uccelli della famiglia degli Accipitridi.

## Tassonomia
Il genere comprende quattro specie:
- Pernis apivorus (Linnaeus, 1758) - pecchiaiolo occidentale;
- Pernis ptilorhynchus (Temminck, 1821) - pecchiaiolo orientale;
- Pernis celebensis Wallace, 1868 - pecchiaiolo barrato;
- Pernis steerei W. L. Sclater, 1919 - pecchiaiolo delle Filippine.

## Descrizione
I membri di questo genere hanno un piumaggio molto simile a quello dei giovani esemplari di poiana o delle specie di Spizaetus. È stato ipotizzato che questa somiglianza possa scoraggiare l'attacco da parte di eventuali predatori, come gli astori; i pecchiaioli, infatti, dal momento che si nutrono quasi esclusivamente di larve di vespa, hanno becchi e artigli meno possenti di quelli di altri rapaci.
Nidificano nel fitto delle foreste e passano per lo più inosservati, a eccezione di quando effettuano le parate nuziali.

## Distribuzione e habitat
Questi uccelli vivono nelle aree boschive delle regioni calde e temperate del Vecchio Mondo. P. apivorus e P. ptilorhynchus sono inoltre specie migratrici.